# Clova (asistente virtual)
Clova o Naver Clova, es un asistente personal inteligente para los sistemas operativos Android y iOS desarrollado por Naver Corporation y Line Corporation (una filial de Naver). Clova, abreviatura de «cloud virtual assistant» (asistente virtual en la nube), se presentó oficialmente el 1 de marzo de 2017 y se lanzó por primera vez en la App Store y en Google Play Store.
En agosto de 2017, se anunció que la plataforma de inteligencia artificial se utilizaría en su serie de altavoces inteligentes. El altavoz Wave, lanzado en Corea del Sur como Naver Wave y en Japón como Line Wave, es el primer altavoz inteligente que utiliza Clova. El altavoz Friends (o Clova Wave en Japón), un altavoz con la temática de los personajes de LINE Friends, fue el segundo altavoz inteligente impulsado por la plataforma.